# Барон Палмер

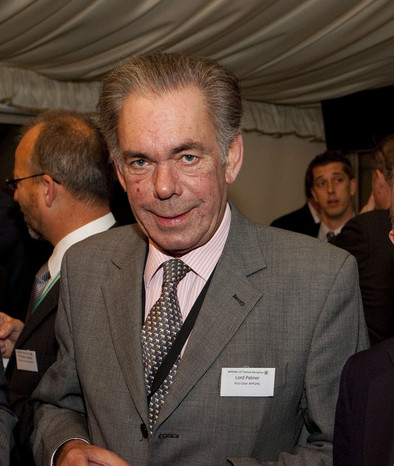
Эдриан Бейли Ноттэдж Палмер, 4-й барон Палмер (1951—2023), фото 2011 года

Барон Палмер (англ. Baron Palmer) из Рединга в графстве Беркшир — наследственный титул в системе Пэрства Соединённого королевства. Он был создан 24 июня 1933 года для британского предпринимателя и покровителя музыки, сэра Эрнеста Палмера, 1-го баронета (1858—1948). 26 января 1916 года для него уже был создан титул баронета из Гросвенор Кресента в городе Вестминстер (Баронетство Соединённого королевства). Семья Палмер сделал своё состояние благодаря собственной фирме «Huntley & Palmers», производившей бисквит в городе Рединг (графство Беркшир). Эдриан Бейли Ноттэдж Палмер, 4-й барон Палмер (1951—2023) был старшим сыном достопочтенного сэра Гордона Палмера, лорда-лейтенанта Беркшира (1978—1989), младшего сына 2-го барона Палмера. Лорд Палмер — один из девяноста избранных наследственных пэров, которые оставались в Палате лордов после принятия Акта Палаты лордов 1999 года, где он являлся независимым депутатом до своей кончины.
По состоянию на 2024 год носителем титула являлся сын четвертого барона, Хьюго Бейли Рохан Палмер, 5-й барон Палмер (род. 1980), который стал преемником своего отца в 2023 году. 

## Бароны Палмер (1933)
- 1933—1948: Сэмюэл Эрнест Палмер, 1-й барон Палмер (28 марта 1858 — 8 декабря 1948), старший сын Сэмюэла Палмера (1820—1903) из Хампстеда[1];
- 1948—1950: Эрнест Сесил Ноттэдж Палмер, 2-й барон Палмер (9 июня 1882 — 6 июня 1950), старший сын предыдущего[2];
- 1950—1990: Раймонд Сесил Палмер, 3-й барон Палмер (24 июня 1916 — 26 июня 1990), старший сын предыдущего[3];
- 1990—2023: Эдриан Бейли Ноттэдж Палмер, 4-й барон Палмер (8 октября 1951 — 10 июля 2023), старший сын полковника сэра Гордона Уильяма Ноттэджа Палмера (1918—1989), племянник предыдущего[4];
- 2023 — настоящее время: Хьюго Бейли Рохан Палмер, 5-й барон Палмер (род. 5 декабря 1980), старший сын предыдущего[5];
  - Наследник титула: достопочтенный Эрнест Бейли Рохан Палмер (род. 6 ноября 2019), единственный сын предыдущего[6].